# Balinge (Drenthe)
Balinge  (Drents: Baoling) is een esdorp in de gemeente Midden-Drenthe, in de Nederlandse provincie Drenthe. Het dorp is gelegen tussen de provinciale wegen N374 en de N381, ten noordoosten van Mantinge en ten zuidoosten van Westerbork. Het dorp ligt in de Broekstreek, waartoe ook Garminge en Mantinge behoren.

## Geschiedenis
De exacte spelling van de plaats heeft gevarieerd van Balinghe (1381), Bolingen (1383), Baelinghe, Ballinge, Baallinge, Baalinge en het huidige Balinge (vanaf 1826). De betekenis van de naam Balinge is bij de lieden van de persoon Bale of Balle (afkomstig van Baldo), waar Bale, de dappere of de moedige betekent.
Balinge is ontstaan doordat agrariërs uit Westerbork zich hier hebben gevestigd. In 1840 woonden er 59 inwoners verdeeld over acht woningen. In 2004 had het dorp 120 inwoners. In 2017 was dat aantal gezakt naar 89 inwoners. Het meest recente inwoneraantal bedraagt 90 (gemeten in 2023).
Tot 1998 viel Balinge onder de gemeente Westerbork. Sinds 1998 valt Balinge onder de gemeente Midden-Drenthe.

## Onderwijs
Het dorp kent een eigen basisschool. Deze school, De Wenteling ontstond in 2012 na een fusie van de eigen school Het Broekhoes en De Tille in Witteveen.

## Duurzaamheid
Het dorp heeft zich sinds 2006 ingezet voor duurzame energie onder de naam Duurzaam Balinge en het motto Verbeter de wereld, begin in Balinge. Het dorp heeft in 2009 en 2010 meegedaan aan de klimaatstraatverkiezingen en won tweemaal een geldbedrag. Tijdens de Beste Buur-actie heeft het dorp 5000 euro gewonnen die zijn geïnvesteerd in diervriendelijke en energiezuinige led-lampen voor op de Schiphorsten tussen Balinge en Mantinge. Het initiatief in Balinge resulteerde in het aanpassen van het beleid van de gemeente Midden-Drenthe, die sindsdien led-verlichting de standaard heeft gemaakt. Verder heeft Duurzaam Balinge de bewoners ook geholpen met het verduurzamen van hun woningen door uitleg te geven over zonneboilers en zonnepanelen.
Verder heeft Duurzaam Balinge geresulteerd in het oprichten van een energie coöperatie in de Broekstreek, genaamd Energie Coöperatie de Broekstreek.
Hoofdplaats: Beilen

Overige kernen: Alting · Balinge · Beilervaart · Bovensmilde · Brunsting · Bruntinge · De Polle · Drijber · Elp · Eursing · Eursinge · Garminge · Hijken · Hijkersmilde · Holthe · Hoogersmilde · Hooghalen · Klatering · Laaghalen · Laaghalerveen · Lieving · Lievingerveld · Makkum · Mantinge · Nieuw-Balinge · Norgervaart (deels) · Oosthalen · Oranje · Orvelte · Smalbroek · Rheeveld · Smilde · Spier · Terhorst · Westerbork · Wijster · Witteveen · Zuidveld · Zwiggelte

Drenthe: Steden en dorpen      Nederland: Provincies · Gemeenten